# Una domenica in campagna
Una domenica in campagna (Un dimanche à la campagne) è un film del 1984 diretto da Bertrand Tavernier.
Presentato in concorso al 37º Festival di Cannes, ha vinto il premio per la miglior regia. Il film ha vinto inoltre 3 Premi César 1985 su 8 candidature: migliore attrice protagonista (Sabine Azéma), miglior sceneggiatura e migliore fotografia.

## Trama
(Ricordo delle parole della madre)
Una domenica verso la fine dell'estate 1912. Di mattina, Ladmiral, pittore di buona fama che, dopo la morte della moglie, vive in una grande casa di campagna con la fedele domestica Mercédès, si sta preparando ad andare ad accogliere alla stazione suo figlio Gonzague, la nuora, che preferisce chiamare il marito Édouard, e i tre nipotini, Émile e Lucien, e la più piccola, Mireille. È una piacevole passeggiata a piedi lungo un sentiero sterrato che unisce la casa alla stazione ma egli sente di non essere svelto come prima e il tempo che impiega a percorrerlo aumenta ogni volta di più.
La visita domenicale del figlio è un'abitudine affettuosa.
Ladmiral è felice di ritrovare i suoi cari, ma è anche un po' dispiaciuto per la poca ambizione che Gonzague manifesta e per la convenzionalità delle abitudini di lui e della moglie.
La ritualità della domenica è interrotta dall'arrivo inaspettato della figlia minore Irène, una donna emancipata che vive a Parigi e arriva guidando una nuova automobile sportiva. Vivace e dinamica, la sua presenza mette in subbuglio la quiete del pomeriggio: rovista la soffitta alla ricerca di scialli antichi dimenticati, preziosi, da rivendere nel suo negozio parigino. Accompagna sulla sua macchina Ladmiral a un ritrovo all'aperto sul fiume dove c'è musica e balla con lui.
Il padre, che vede molto raramente la figlia, s'illude che si fermi almeno per la cena, ma un'improvvisa telefonata, probabilmente d'un amante, le fa decidere di partire subito: la partenza intristisce Ladmiral, malgrado il conforto del figlio che si trattiene a cenare da lui.
La sera, quando sono tutti ripartiti, si ritrova solo con Mercédès. Ritorna a lavorare: toglie dal cavalletto il quadro che stava dipingendo, giudicato dalla figlia troppo accademico e lo sostituisce con una nuova tela bianca e medita in silenzio. Sarà forse la sua ultima composizione, quella più vera.

## Produzione

### Soggetto
Adattamento di un romanzo breve pubblicato nel 1945, di Pierre Bost (1901-1975), M. Ladmiral va bientôt mourir.
L'autore del romanzo, aveva firmato con Jean Aurenche, co-sceneggiatore del film, molte sceneggiature del regista Claude Autant-Lara, come La symphonie pastorale (1946), Le diable au corps (1947), La traversée de Paris (1956), altre di René Clément come Jeux interdits (1952), Gervaise (1955) dal romanzo L'Assommoir (L'ammazzatoio) di Émile Zola.
Grande ammiratore del cinema di questi registi, Tavernier si è ispirato ad essi per le sceneggiature dei suoi primi film.

### Sceneggiatura
Il film fu sceneggiato a quattro mani dal regista e da sua moglie Colo.

### Cast
Scrive il critico Tullio Kezich:
(Tullio Kezich, La Repubblica, 25 ottobre 1984.)

### Riprese
Il film fu girato in circa trenta giorni durante l'autunno del 1983. Sulla scelta dei luoghi per le riprese, racconta lo stesso regista Bernard Tavernier, in un'intervista concessa a Villarceaux, in occasione di una proiezione all'aperto del film e riportata in data 31 maggio 2003, sul sito on line Le parisien:
(Bernard Tavernier)

### Fotografia
Sempre nella stessa intervista citata, il regista racconta, a proposito della fotografia:
(Bernard Tavernier)
Il film ha ottenuto un César per la miglior fotografia di Bruno de Keyzer.

## Musica
Nella colonna sonora di Gabriel Fauré si riconoscono alcune musiche classiche per pianoforte:
- Il contadino allegro di Schumann
- Wiener Sonatine di Mozart

La polka che Monsieur Ladmiral balla con la figlia è stata scritta dall'attore-musicista che interpreta il protagonista, Louis Ducreux.

## Critica
Scrive il critico Giovanni Grazzini:
(Giovanni Grazzini,Corriere della sera.)

## Riconoscimenti
- 1985 - Golden Globe
  - Nomination Miglior film straniero (Francia)
- 1985 - British Academy Film Award
  - Nomination Miglior film straniero (Francia)
- 1985 - Premio César
  - Migliore attrice protagonista a Sabine Azéma
  - Miglior sceneggiatura a Bertrand Tavernier e Colo Tavernier
  - Migliore fotografia a Bruno de Keyzer
  - Nomination Migliore film
  - Nomination Miglior regia a Bertrand Tavernier
  - Nomination Miglior attore protagonista a Louis Ducreux
  - Nomination Miglior attore non protagonista a Michel Aumont
  - Nomination Miglior montaggio a Armand Psenny
- 1984 - Festival di Cannes
  - Prix de la mise en scène a Bertrand Tavernier
  - Nomination Palma d'oro a Bertrand Tavernier
- 1984 - New York Film Critics Circle Awards
  - Miglior film in lingua straniera (Francia)
  - 2º posto Miglior regia a Bertrand Tavernier
- 1984 - National Board of Review Awards
  - Miglior film straniero (Francia)
  - Miglior attrice non protagonista a Sabine Azéma
- 1985 - Kansas City Film Critics Circle Awards
  - Miglior film straniero (Francia)